# Сулавесский хохлатый ястреб
Сулавесский хохлатый ястреб (лат. Lophospiza griseiceps) — вид хищных птиц из семейства ястребиных (Accipitridae). Подвидов не выделяют. Эндемик Сулавеси. Естественными местами обитания являются субтропические или тропические влажные низменные леса и субтропические или тропические влажные горные леса.

## Описание
Небольшой ястреб с относительно короткими и широкими крыльями, маленьким хохолком и хвостом средней длины.
Верхняя часть тела тёмно-коричневая. Голова серого цвета. На хвосте четыре широкие полосы чёрного цвета. Нижняя сторона кремово-белая, испещрена многочисленными тёмно-коричневыми полосками. Радужная оболочка от жёлтого до красновато-оранжевого цвета, восковица тускло-жёлтая, ноги жёлтые.
Общая длина варьируется от 28 до 38 см, размах крыльев составляет от 51 до 65 см. Самки намного тяжелее самцов и весят около 300 г, тогда как самцы — около 212 г.
Сулавесский хохлатый ястреб довольно молчалив. Изредка можно услышать высокий и довольно слабый крик «tseee-tseee-tseee…», более медленный, чем у других ястребов.

## Биология
Охотится со скрытой присады, примыкающей к поляне или тропе. В состав рациона входят ящерицы, мелкие птицы, крупные насекомые, мелкие млекопитающие, а также домашние цыплята из местных деревень. По-видимому, большинство жертв добывается внезапной атакой на земле.
Биология размножения практически не изучена. Сезон размножения приходится на май—июль. Единственное описанное гнездо представляло собой крупную конструкцию из веток в главной развилке небольшого дерева.